# Битва при Амба-Алагі (1941)
Битва при Амба-Алагі (1941) (італ. Seconda battaglia dell'Amba Alagi) — битва Східноафриканської кампанії Другої світової війни що відбувалося в горах Північної Ефіопії в квітні-травні 1941 року, в ході якої британські війська під командуванням генерала Алана Каннінгема примусили до капітуляції італійські частини герцога Амадея Савойського.

## Сили сторін

### Італія
До початку бою італійські сили становили близько 7000 солдатів, включаючи кулеметний батальйон, артилерійський полк (40 65-мм гірських гармат 65/17 зразка 1913 року) і піхотний полк.

### Союзники
Кількість британських сил становила 41000 осіб, з них 25000 — англійські частини (перекинуті з Індії) і 16000 ефіопів. Також в ці сили входили індійська дивізія, бригада з Південної Африки і інші відокремлені підрозділи. Після заняття Дессе до союзних військ приєдналася група ефіопських партизан.

## Передісторія
В ході Другої світової війни, зіткнувшись з наступом чисельно переажаючих британських військ, генерал-губернатор Італійської Східної Африки Амадей Савойський віддав італійським частинам в цьому регіоні наказ продовжувати опір союзникам в районах Галла-Сидамо і Амба-Алагі, височини на території сучасного регіону Амхара. Група самого Амадея Савойського відступила від Аддіс-Абеби, зайнятої союзниками 6 квітня 1941 року, в Амба-Алагі, в той час як війська генерала П'єтро Гаццері відійшли на південь Ефіопії (в провінції Сидамо і Галла), а Гульєльмо Насі — в Гондер (регіон Амхара).

## Хід битви
17 квітня 1941 року герцог Савойський з 7000 солдатів зайняв укріплені позиції біля Амба-Алагі — гори висотою майже 4000 метрів, найвищою в гірському хребті Алагі, що складається з 9 вершин, на схід від якого лежить дорога від Дессе на північ. Британські війська отримали наказ переслідувати відступаючих італійців і не допустити закріплення їх на придатних для оборони рубежах. Після 3 днів наступу англійцями був зайнятий Дессе, найбільше місто на південь від Амба-Алагі. До кінця квітня становище італійського угруповання, позбавленого підкріплень і постачання внаслідок облоги Амба-Алагі індійськими військами генерала Каннінгема, які підійшли з Еритреї, серйозно ускладнилося. На початку травня британські частини почали безпосередню операцію із захоплення Амба-Алагі, але 3 травня італійці зробили подвійну контратаку: в той час як піхотний полк намагався пробитися на схід, до перевалу Фалага (щоб зайняти дорогу на Дессе), батальйон зробив напад на сили англійців в центрі. Обидві ці атаки були відбиті. 4 травня союзники за підтримки артилерії зайняли 3 вершини хребта Алагі. На наступний день вони спробували розвинути успіх, але були відбиті координованим вогнем італійців. У ніч на 6 травня частина сил Великої Британії зробила атаку на саму Амба-Алагі, в той час як інша група англійців, користуючись цим зіткненням, захопила ще одну гірську вершину. Потім підкріплення, які прибули до союзників, дозволили їм зайняти до 14 травня всі висоти, що залишилися, за винятком самої Амба-Алагі.

## Підсумки битви
Італійські солдати хоробро билися проти переважаючих сил противника, але, позбавлені запасів води і продовольства, змушені були капітулювати перед союзними військами 17 травня. Командувачу переможеними Амадею Савойського в знак визнання хоробрості його солдатів було залишено право на носіння особистої зброї (хоча, можливо, це було зроблено через його приналежності до королівської династії Італії).
Після захоплення Амба-Алагі головне угруповання італійських військ в Ефіопії припинило своє існування. Опір союзним силам продовжували надавати тільки війська П'єтро Гаццері на півдні країни і в Бельгійському Конго (до 6 липня) і Гульєльмо Насі в районі Гондеру (до 28 листопада 1941 року). 5 травня 1941 року в країну після п'ятирічного вигнання повернувся негус Хайле Селассіє I. Генерал-губернатор Італійської Східної Африки і командувач італійськими військами в цьому регіоні здався в полон. Велика частина Центральної і Північної Ефіопії була звільнена від влади італійців.

## Цікаві факти
Під час Першої італо-ефіопської війни, в грудні 1895 року, під Амба-Алагі 15-тисячній ефіопська армія знищила італійський загін в 2500 солдатів з 4 гарматами.

## Галерея

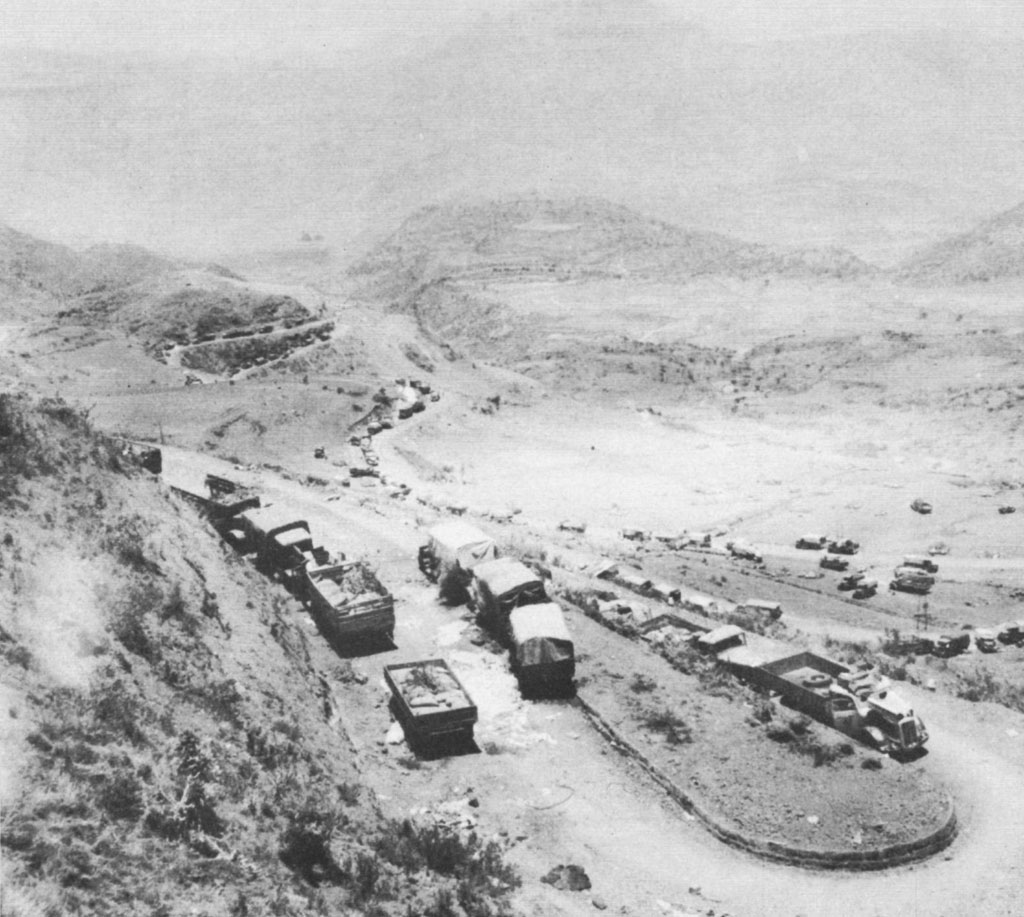
Італійські автомобілі, покинуті на дорозі на Амба-Алагі.
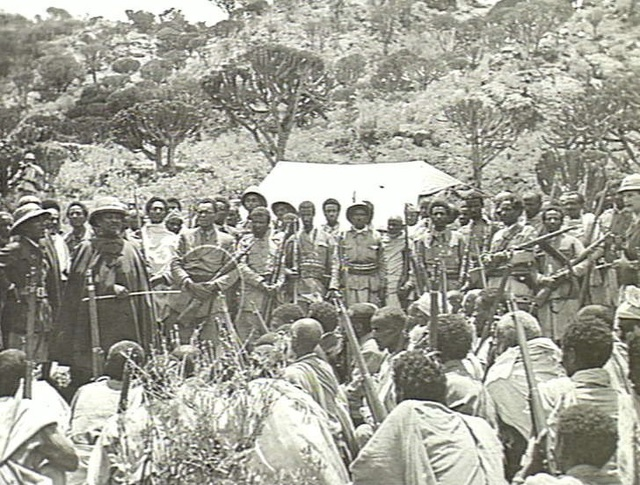
Сеюм Мангаша промовляє до ефіопських бійців.
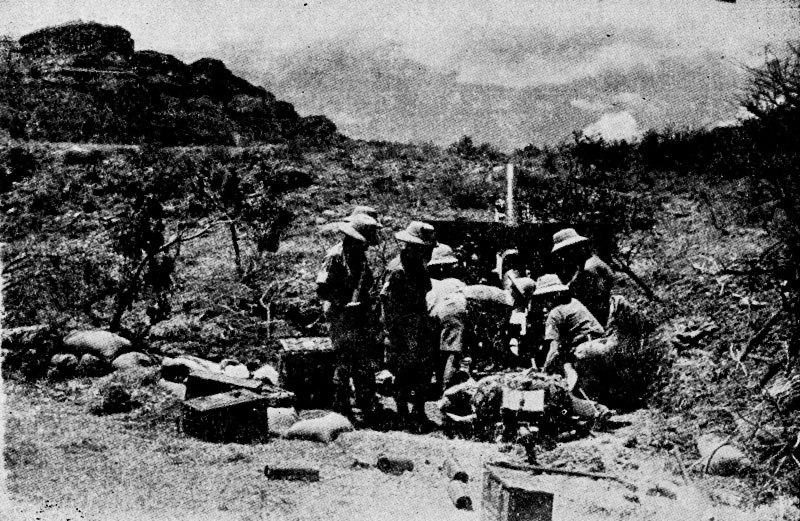
25-фунтова південно-африканська гармата веде вогонь під Амба-Алагі.
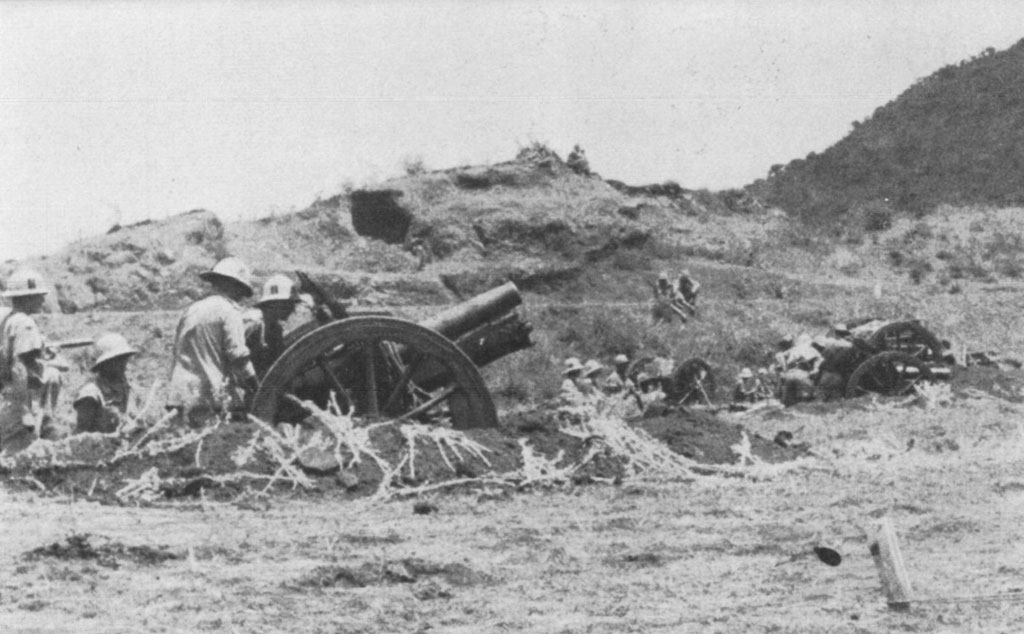
Батарея 4,5-дюймових гаубиць зі складу 4-ї бригади південно-африканської армії в бою
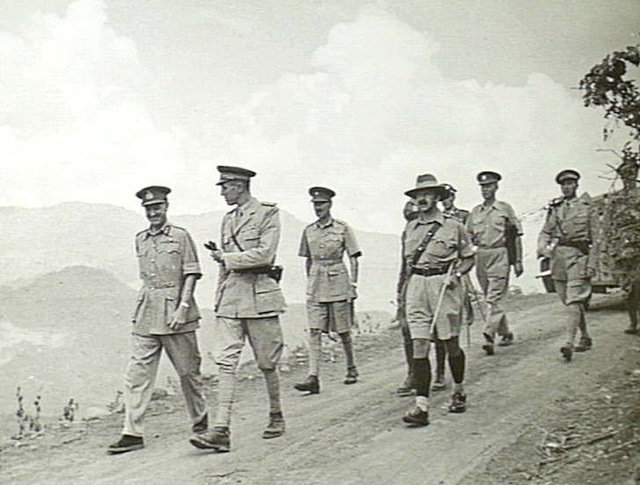
Амадей Савойський розмовляє з Мослі Меном під час здачі.